# Kowang
Kowang ou Kobang é uma aldeia e um village development committee (lit.: "comité de desenvolvimento de aldeia") do distrito de Mustang, da zona de Dhaulagiri da região Oeste do Nepal. Em 2011 tinha 727 habitantes e 198 residências.
Situa-se no vale do Kali Gandaki, a sudoeste de Marpha e a norte de Lete. O village development committee tem as seguintes aldeias (altitudes entre parênteses):
- Khanti (2 598 m)
- Kobang (2 550 m)
- Larjung (2 550 m)
- Naurikot (2 730 m)
- Sauru (2 550 m)
- Sekung (2 530 m)